# Interrobang
Interrobang eller interabang (‽) är ett modernt skiljetecken som används mycket sällan i professionell typografi. Tecknet är en kombination av ett utropstecken och ett frågetecken som har samma innebörd som båda dessa tecken efter varandra, något som används i informell text. Exempelvis skulle Va?! kunna ersättas med Va‽
Tecknet skapades 1962 av den amerikanske reklambyråchefen Martin K. Speckter med förhoppningen att skapa mer uttrycksfulla reklamtexter.

## Att generera tecknet

### Teckensnitt
Bara ett fåtal teckensnitt innehåller interrobang-tecknet, bl.a.
- Arial Unicode MS: ‽
- Palatino Linotype: ‽
- Lucida Sans Unicode: ‽

### Unicode
Interrobang har Unicode-koden U+203D (Interrobang).

### HTML
För att generera tecknet i HTML kan koden <span style="font-family:'Arial Unicode MS';">&#x203D;</span> (där "&#x203D;" är interrobang-tecknets Unicode–HTML-kod) användas i de flesta fall.